# 에리카 대셔
에리카 대셔(Erica Dasher, 1986년 10월 27일 ~ )는 미국의 배우이다. 《제인 바이 디자인》에서 제인 역으로 잘 알려져 있다.